# Satrokala
Satrokala is een plaats en gemeente in Madagaskar in het district Ihosy, gelegen in de regio Ihorombe. Een volkstelling in 2001 telde het inwonersaantal op 10.000 inwoners.
De plaats biedt enkel lager onderwijs aan. 70% van de bevolking werkt als landbouwer en 30% leeft van de veeteelt. De belangrijkste landbouwproducten zijn pinda's en cassave, andere belangrijke producten zijn bonen, taro en rijst.